# 장안국
장안국(長安國)은 822년 3월에 신라의 무열왕계 후손인 김헌창이 반란을 일으켜 세웠던 나라이다.

## 개요
김헌창은 국호를 장안(長安)이라 하고 연호를 경운(慶雲)이라 하였다. 하지만 825년에 병사하였다. 아들인 김범문이 왕위를 이어받아 끝까지 저항하였지만 신라에 진압되어 소멸하였다.

## 역대 국왕
| 대수 | 휘     | 연호 | 재위        |
| ---- | ------ | ---- | ----------- |
| 1    | 김헌창 | 경운 | 822년~825년 |
| 2    | 김범문 | 경운 | 825년       |

## 같이 보기
- 김헌창의 난